# Округ Глејшер (Монтана)
Глејшер (енгл. Glacier County) је округ у америчкој савезној држави Монтана.

## Демографија
По попису из 2010. године број становника је 13.399, што је 152 (1,1%) становника више него 2000. године.
| Група             | 2000.         | 2010.         |
| Белци             | 4.675 (35,3%) | 4.117 (30,7%) |
| Афроамериканци    | 11 (0,1%)     | 17 (0,1%)     |
| Азијати           | 9 (0,1%)      | 26 (0,2%)     |
| Хиспаноамериканци | 159 (1,2%)    | 241 (1,8%)    |
| Укупно            | 13.247        | 13.399        |